# Michael White (Fußballspieler, 1989)
Michael White (* 6. Juni 1989) ist ein schottischer Fußballspieler auf der Position eines Torwarts. Seit 2018 spielt er für Irvine Meadow XI FC in der SJFA West Region Premiership im schottischen Amateurfußball.

## Karriere
White begann seine Karriere in den Jugendmannschaften von Hamilton Academical. Nach einigen Jahren kam er in die U-19-Mannschaft des Vereins und schaffte es im Jahre 2006 sogar bis in den Kader der Kampfmannschaft. Sein Debüt in der zweithöchsten Spielklasse Schottlands, der Scottish Football League First Division gab White am 30. September 2006 beim 1:1-Remis gegen Queen of the South als er in der 71. Minute für den Stürmer und Torschützen zum 1:0 Richard Offiong eingewechselt wurde. Im Jahre 2007 wechselte er von Hamilton Academical zum FC Dundee, wo er seinen zweiten Einsatz in der Scottish Football League First Division feiern konnte, diesmal bei einem weiteren 1:1-Remis. Gegner war in diesem Spiel sein voriger Klub Hamilton Academical. White spielte in diesem Match 90 Minuten durch. Vom FC Dundee ging es abermals ein Jahr später zur Sommerpause 2008 zum FC Dumbarton. Im Oktober 2008 wurde White an Alloa Athletic verliehen. Im Sommer 2009 kehrte er nach Dumbarton zurück, wo er zunächst die Nummer zwei hinter Jan Vojáček war, ehe er diesen in der zweiten Hälfte der Saison 2009/10 verdrängen konnte. Nach der Verpflichtung von Stephen Grindlay im Sommer 2010 rückte er wieder ins zweite Glied. Im Sommer 2011 verließ er den Klub und wechselte innerhalb der Liga zu Aufsteiger FC Arbroath. Dort kam er als Stellvertreter von Darren Hill nur zu einem Einsatz.
Im Sommer 2012 wechselte er in den schottischen Amateurfußball. Dort spielte er insgesamt fünf Jahre für den FC Petershill und den FC Arthurlie, ehe er sich im Jahr 2017 dem FC Queen’s Park anschloss. Dort war er zu Beginn der Spielzeit 2017/18 zunächst die Nummer zwei hinter Willie Muir, konnte diesen im Laufe der Saison als Stammtorwart ablösen. Am Saisonende musste er mit seiner Mannschaft in der Relegation absteigen. Er schloss sich dem Amateurverein Irvine Meadow XI FC an.